# صلاح بیرسل
احمد صلاح‌الدین بیرسل (به ترکی استانبولی: Ahmet Selahattin Birsel) (۱۴ نوامبر ۱۹۱۹، باندیرما - ۱۰ مارس ۱۹۹۹، استانبول) که بیشتر با نام ادبی صلاح بیرسل مشهور است، نویسنده و شاعر ترک بود. وی در آثار خود پیرو جنبش غریب و موج نوی دوم ترکیه بود.

## آثار

### شعر
- Dünya İşleri (1947)
- Hacivat'ın Karısı (1955)
- Ases (1960)
- Kikirikname (1961)
- Haydar Haydar (1972)
- Köçekçeler (1981)
- Varduman (1993)

### رمان
- Dört Köşeli Üçgen (1961)

### پژوهش
- Şiirin İlkeleri (1952)
- Rüştü Onur (1956)
- Sen Beni Sev (1957)
- Fransız Resminde İzlenimcilik (1967)
- Goethe (1972)
- Seyirci Sahneye Çıkıyor (1989)

## جوایز
- جایزه شعر بهجت نجاتیگیل - ۱۹۹۴
- جایزه ادبی سدات سیماوی - ۱۹۸۶
- جایزه تجربی انجمن زبان ترکی - ۱۹۷۶
- جایزه هنر تجربی رادیو و تلویزیون ترکیه - ۱۹۷۰